# Стрільба з лука на літніх Олімпійських іграх 2020
Змагання зі стрільби з лука на літніх Олімпійських іграх 2020 року в Токіо відбулися в парку Юменосіма. Було розіграно п'ять комплектів нагород.

## Кваліфікація
Загалом на змагання зі стрільби з лука на літніх Олімпійських іграх 2020 року розігрувалось 128 квот: 64 серед чоловіків та 64 серед жінок. У березні 2018 року World Archery опублікувала кваліфікаційні критерії.
Кожен Національний олімпійський комітет (NOC) може виставити на змагання щонайбільше шістьох учасників, по три кожної статі. НОК, у яких кваліфікувалась команда певної статі, може виставити команду із трьох учасників цієї статі в командну першість, а також виставити всіх трьох учасників цієї команди в індивідуальну першість. Розігрувалось по 12 командних квот кожної статі, тобто загалом в індивідуальну першість через командні квоти кваліфікувалось по 36 осіб кожної статі. Решта НОК можуть виставити в індивідуальну першість щонайбільше по одному учасникові кожної статі.
Шість квот зарезервовано для Японії як країни-господарки, а ще чотири має розподілити Тристороння комісія. Решта 118 місць розігруються під час періоду кваліфікації, коли лучники здобувають квоти для своїх НОК, а вже НОК самі вирішують кого виставляти на Олімпіаду.
Кваліфікація в першість змішаних команд відбувається під час посівного раунду Ігор 2020. Кожен НОК, від якого кваліфікувались принаймні по одному чоловікові та жінці, претендує на потрапляння в першість змішаних команд. Бали найкращого учасника і учасниці від певних НОК сумуються і 16 найкращих потрапляють у першість змішаних команд.

## Розклад
Вказано японський стандартний час (UTC + 9) .
| День   | Дата                    | Початок | Завершення | Дисципліна                        | Етап                     |
| ------ | ----------------------- | ------- | ---------- | --------------------------------- | ------------------------ |
| День 0 | П'ятниця 23 липня 2021  | 9:00    | 11:00      | індивідуальна першість (жінки)    | Посівний раунд           |
| День 0 | П'ятниця 23 липня 2021  | 13:00   | 15:00      | індивідуальна першість (чоловіки) | Посівний раунд           |
| День 1 | Субота 24 липня 2021    | 9:30    | 12:05      | змішані команди                   | 1/8 фіналу               |
| День 1 | Субота 24 липня 2021    | 14:15   | 17:25      | змішані команди                   | Плей-оф/розіграш медалей |
| День 2 | Неділя 25 липня 2021    | 9:30    | 11:05      | командна першість (жінки)         | 1/8 фіналу               |
| День 2 | Неділя 25 липня 2021    | 13:45   | 17:25      | командна першість (жінки)         | Плей-оф/розіграш медалей |
| День 3 | Понеділок 26 липня 2021 | 9:30    | 11:05      | командна першість (чоловіки)      | 1/8 фіналу               |
| День 3 | Понеділок 26 липня 2021 | 13:45   | 17:25      | командна першість (чоловіки)      | Плей-оф/розіграш медалей |
| День 4 | Вівторок 27 липня 2021  | 9:30    | 13:25      | індивідуальна першість (чоловіки) | 1/32 фіналу/1/16 фіналу  |
| День 4 | Вівторок 27 липня 2021  | 9:30    | 13:25      | індивідуальна першість (жінки)    | 1/32 фіналу/1/16 фіналу  |
| День 4 | Вівторок 27 липня 2021  | 16:00   | 19:55      | індивідуальна першість (чоловіки) | 1/32 фіналу/1/16 фіналу  |
| День 4 | Вівторок 27 липня 2021  | 16:00   | 19:55      | індивідуальна першість (жінки)    | 1/32 фіналу/1/16 фіналу  |
| День 5 | Середа 28 липня 2021    | 9:30    | 13:25      | індивідуальна першість (чоловіки) | 1/32 фіналу/1/16 фіналу  |
| День 5 | Середа 28 липня 2021    | 9:30    | 13:25      | індивідуальна першість (жінки)    | 1/32 фіналу/1/16 фіналу  |
| День 5 | Середа 28 липня 2021    | 16:00   | 18:40      | індивідуальна першість (чоловіки) | 1/32 фіналу/1/16 фіналу  |
| День 5 | Середа 28 липня 2021    | 16:00   | 18:40      | індивідуальна першість (жінки)    | 1/32 фіналу/1/16 фіналу  |
| День 6 | Четвер 29 липня 2021    | 9:30    | 13:25      | індивідуальна першість (чоловіки) | 1/32 фіналу/1/16 фіналу  |
| День 6 | Четвер 29 липня 2021    | 9:30    | 13:25      | індивідуальна першість (жінки)    | 1/32 фіналу/1/16 фіналу  |
| День 6 | Четвер 29 липня 2021    | 16:00   | 18:40      | індивідуальна першість (чоловіки) | 1/32 фіналу/1/16 фіналу  |
| День 6 | Четвер 29 липня 2021    | 16:00   | 18:40      | індивідуальна першість (жінки)    | 1/32 фіналу/1/16 фіналу  |
| День 7 | П'ятниця 30 липня 2021  | 9:30    | 11:15      | індивідуальна першість (жінки)    | 1/8 фіналу               |
| День 7 | П'ятниця 30 липня 2021  | 14:45   | 17:20      | індивідуальна першість (жінки)    | Плей-оф/розіграш медалей |
| День 8 | Субота 31 липня 2021    | 9:30    | 11:15      | індивідуальна першість (чоловіки) | 1/8 фіналу               |
| День 8 | Субота 31 липня 2021    | 14:45   | 17:20      | індивідуальна першість (чоловіки) | Плей-оф/розіграш медалей |

## Країни-учасниці
Лучники 56 країн взяли участь у літніх Олімпійських іграх 2016 року, таку саму кількість очікують 2020 року. 
- Австралія  (4)
- Бангладеш  (2)
- Бельгія  (1)
- Білорусь  (3)
- Бутан  (1)
- Бразилія  (2)
- Канада  (2)
- Чад  (2)
- Чилі  (1)
- Китай  (6)
- Колумбія  (2)
- Чехія  (1)
- Данія  (1)
- Еквадор  (1)
- Єгипет  (2)
- Естонія  (1)
- Фінляндія  (1)
- Фіджі  (1)
- Франція  (4)
- Німеччина  (4)
- Велика Британія  (6)
- Індія  (4)
- Індонезія  (4)
- Іран  (1)
- Ізраїль  (1)
- Італія  (4)
- Японія  (6)  господарка
- Казахстан  (3)
- Люксембург  (1)
- Малайзія  (2)
- Малаві  (1)
- Мексика  (4)
- Молдова  (2)
- Монголія  (2)
- Нідерланди  (4)
- Польща  (2)
- Олімпійський комітет Росії  (4)
- Румунія  (2)
- Словаччина  (1)
- Словенія  (1)
- Південна Корея  (6)
- Іспанія  (2)
- Швеція  (1)
- Китайський Тайбей  (6)
- Туніс  (2)
- Туреччина  (2)
- Україна  (3)
- США  (6)
- В'єтнам  (2)
- Американські Віргінські Острови  (1)

## Медалі

### Таблиця медалей
*   Країна-господарка (Японія)
| Місце               | Країна                     | Золото | Срібло | Бронза | Загалом |
| ------------------- | -------------------------- | ------ | ------ | ------ | ------- |
| 1                   | Південна Корея             | 4      | 0      | 0      | 4       |
| 2                   | Туреччина                  | 1      | 0      | 0      | 1       |
| 3                   | Олімпійський комітет Росії | 0      | 2      | 0      | 2       |
| 4                   | Італія                     | 0      | 1      | 1      | 2       |
| 5                   | Китайський Тайбей          | 0      | 1      | 0      | 1       |
| 5                   | Нідерланди                 | 0      | 1      | 0      | 1       |
| 7                   | Японія*                    | 0      | 0      | 2      | 2       |
| 8                   | Мексика                    | 0      | 0      | 1      | 1       |
| 8                   | Німеччина                  | 0      | 0      | 1      | 1       |
| Загалом (9 збірних) | Загалом (9 збірних)        | 5      | 5      | 5      | 15      |

### Медалісти
| Дисципліна                        | Золото                                                  | Срібло                                                                                    | Бронза                                                  |
| --------------------------------- | ------------------------------------------------------- | ----------------------------------------------------------------------------------------- | ------------------------------------------------------- |
| Індивідуальна першість (чоловіки) | Мете Газоз (TUR)                                        | Мауро Несполі (ITA)                                                                       | Фурукава Такахару (JPN)                                 |
| Командна першість (чоловіки)      | Південна Корея (KOR) Кім У Джін О Джін Хьок Кім Джі Док | Китайський Тайбей (TPE) Ден Ю Чен Тан Чічунь Вей Чунь Хен                                 | Японія (JPN) Фурукава Такахару Юкі Кавата Хірокі Муто   |
| Індивідуальна першість (жінки)    | Ан Сан (KOR)                                            | Олена Осипова (ROC)                                                                       | Лучілла Боарі (ITA)                                     |
| Командна першість (жінки)         | Південна Корея (KOR) Ан Сан Чан Мінхі Кан Чже Йон       | Олімпійський комітет Росії (ROC) Світлана Гомбоєва Олена Осипова Перова Ксенія Віталіївна | Німеччина (GER) Мішелль Кроппен Шарлін Шварц Ліза Унрух |
| Першість змішаних команд          | Південна Корея (KOR) Кім Джі Док Ан Сан                 | Нідерланди (NED) Стеве Вейлер Габріела Схлуссер                                           | Мексика (MEX) Луїс Альварес Алехандра Валенсія          |